# Spiridon Mostras
Spiridon D. Mostras (gr. Σπυρίδων Δ. Μόστρας; ur. 23 października 1890 w Atenach, zm. ?) – grecki strzelec, olimpijczyk.
Uczestniczył w Letnich Igrzyskach Olimpijskich 1912. Zajął 88. miejsce w karabinie wojskowym w trzech postawach z 300 m, zaś w drużynowym strzelaniu z karabinu wojskowego osiągnął 7. miejsce.

## Wyniki

### Igrzyska olimpijskie
| Igrzyska       | Konkurencja                           | Wynik                                         | Miejsce | Źródło |
| -------------- | ------------------------------------- | --------------------------------------------- | ------- | ------ |
| Sztokholm 1912 | Karabin wojskowy, trzy postawy, 300 m | 44 pkt. (19–25)                               | 88      | [ 1 ]  |
| Sztokholm 1912 | Karabin wojskowy, drużynowo           | 1445 pkt. (druż.) 217 pkt. ind. (52–61–58–46) | 7       | [ 2 ]  |